# Gundahar
Gundahar (Latinh: Gundaharius, Gundicharius, or Guntharius, Anh cổ Gūðhere, Bắc Âu cổ Gunnarr, Anh hóa thành Gunnar) (? – 437) là một vị Vua Bourgogne có thực trong lịch sử vào đầu thế kỷ 5.

## Lịch sử
Những câu chuyện huyền thoại về ông xuất hiện trong các thư tịch viết bằng tiếng Latinh, tiếng Đức thời Hậu kỳ Trung Cổ, tiếng Bắc Âu cổ, và Anh cổ, đặc biệt liên quan đến mối quan hệ giữa ông với Siegfried (Sigurd trong tiếng Bắc Âu cổ) và cái chết của vị anh hùng này tại triều đình của Attila người Hun.
Năm 406, đám người rợ Alan, Vandal, Suevi, và có khả năng là người Bourgogne vượt sông Rhine và xâm chiếm xứ Gaul. Năm 411, vua người Bourgogne là Gundahar hay Gundicar đã lập một hoàng đế bù nhìn, Jovinus, cộng tác với Goar, vua người Alan. Với quyền lực của hoàng đế Gaul mà ông kiểm soát, Gundahar đưa dân định cư ở bờ trái hoặc phía tây (tức là đất La Mã) của sông Rhine, nằm giữa sông Lauter và Nahe, đánh chiếm Worms, Speyer, và Strasbourg. Rõ ràng là một phần của một thỏa thuận đình chiến, Hoàng đế Honorius sau đó chính thức "ban" vùng đất này cho họ. Olympiodorus thành Thebes cũng nhắc đến một Guntiarios nào đó được gọi là "chỉ huy của người Bourgogne" trong bối cảnh vụ dấy loạn ở vùng Germania Secunda năm 411 của Jovinus.
Bất chấp địa vị mới của họ trong vai trò là foederati, người Bourgogne đột kích vào vùng thượng Gallia Belgica của La Mã đến mức trở nên không thể chịu nổi và phải nếm cái kết cuộc tàn nhẫn vào năm 436, khi tướng quân La Mã Flavius Aetius kêu gọi lính đánh thuê Hun tràn ngập vương quốc Rhineland (với kinh đô nằm ở khu định cư La Mã của người Celt cổ tên Borbetomagus, bây giờ được gọi là Worms) vào năm 437. Gundahar theo như sử liệu cho biết đã bị giết trong cuộc chiến, cùng với phần lớn bộ tộc Bourgogne.

## Ảnh hưởng
Sự tàn phá thành Worms và vương quốc Bourgogne của người Hun đã trở thành chủ đề của những truyền thuyết anh hùng sau đó được kết hợp thành nhiều tác phẩm văn học thời Trung Cổ như sử thi viết bằng tiếng Đức thời Hậu kỳ Trung Cổ, Nibelungenlied, kể về Vua Gundahar và Vương hậu Brünhild giữ vững triều đình của họ ở Worms, và Siegfried tới cầu hôn Kriemhild, em gái của Gundahar. Trong các nguồn sử liệu tiếng Bắc Âu cổ, những cái tên Gunnar, Brynhild, Sigurd và Gudrun thường được dịch sang tiếng Anh.
Những câu chuyện này sau đó đã được Richard Wagner chuyển thể thành vở opera Der Ring Des Nibelungen. Gundahar xuất hiện trong phần cuối cùng của Gotterdammerung. Từ đó các sự kiện xảy ra theo cách tương tự như Völsunga saga là kể về khoảng thời gian sau khi Hagen giết Siegfried thì hắn và Gundahar bàn cãi liên miên về chiếc Nhẫn, dẫn đến việc Hagen ra tay sát hại Gundahar.